# Головин, Михаил Иванович (воевода)
Михаи́л Ива́нович Голови́н (ум. после 1584) — воевода в царствование Ивана Грозного, младший из трёх сыновей окольничего и казначея Ивана-Фомы Фёдоровича Головина.

## Биография
В 1565 году во время казней своих родственников Михаил Иванович Головин бежал в Литву, но через некоторое время, видимо, вернулся на родину.
В июне 1577 года — третий воевода большого полка в походе из Пскова на Ливонию.
Зимой 1578 года служил первым воеводой в Новосиле.
В феврале 1579/1580 года был отправлен на первый срок на воеводство в Дедилов.
В 1583 году командовал в Михайлове сторожевым полком с связи с угрозой нападения крымских татар.
В 1584 году в связи с царской опалой на Головиных полковой воевода Михаил Иванович Головин бежал в Литву.
Потомства не оставил.